# Thomas Walter (architecte)
Pour les articles homonymes, voir Walter et Thomas Walter.
Thomas Ustick Walter, né le 4 septembre 1804 à Philadelphie et mort le 30 octobre 1887[Où ?], est un architecte américain qui travailla notamment sur le Capitole des États-Unis à Washington, D.C..

## Réalisations
- Philadelphia City Hall (Philadelphie)
- Girard College (Philadelphie)
- Society Hill